# Finlands ambassad i Haag
Finlands ambassad i Haag är den officiella representanten för Finland i Nederländerna samt i de internationella organisationer som verkar i Haag. Ambassadens kansliutrymmen befinner sig sedan våren 1990 i adressen Groot Hertoginnelaan 16, 2517 EG Den Haag. Kanslibyggnaden är från slutet av 1800-talet. Före andra världskriget var representerades Finland på lokal nivå av en chargé d’affaires, medan ambassadören akkerditerades från annan ort. Finlands första residerande ambassadör var Asko Ivalo.